# Воденица у Бргулама
Воденица у Бргулама, насељеном месту на територији општине Уб, подигнута је крајем 18. или почетком 19. века, представља непокретно културно добро као споменик културе. По народном предању припадала је Алекси Ненадовићу, значајне личности Првог српског устанка.
Воденица која је позната и као Протина воденица је монуметална грађевина народног неимарства, подигнута, у кориту реке Колубаре, пободеним високим масивним храстовим трупцима. У њој је смештено десет посројења са каменовима за млевење и мала собица од чатме за смештај воденичара. Кров је четвороводан са благим падом и бибер црепом као покривачем. 
Због немара и небриге ова грађевина је се у потпуносту урушила и више не постоји. тако да је према закону покренут поступак за брисање из списка заштићених споменика културе, иако постоји воља за обнову и израду реплике. У близини некадашњег места на којем је она била пролази деоница новог ауто-пута „Милош Велики”.